# Mota (eiland)
Mota is een eiland in Vanuatu. Het is 10 km² groot en het hoogste punt is 411 meter. Er komen vier zoogdieren voor, de vleermuizen Pteropus fundatus, Tongavleerhond (Pteropus tonganus), Hipposideros cervinus en Miniopterus macrocneme.

## Geografie
Mota ligt 18 km ten zuiden van Mota Lava en 12 km ten oosten van Vanua Lava, het grootste eiland van de Banks archipel. Het enigszins ovaalvormige eiland is 5 km lang en bijna 10 km² groot. Mota bestaat uit een uitgedoofde basaltvulkaan vaarvan de top 411 m boven zeeniveau komt. Het eiland wordt omringd door riffen, en de steile kust maakt het moeilijk om per boot aan land te gaan.

## Geschiedenis
Mota werd op 25 april 1606 ontdekt door de Portugese navigator Pedro Fernández de Quirós, aan boord van een Spaanse expeditie. Hij noemde het  Nuestra Señora de la Luz (Onze Vrouwe van het licht).
Het eiland is bekend om zijn taal, die ook door de eerste missionarissen in Melanesië in gebruik werd genomen. Vanaf rond 1850 werd de taal ruim een eeuw gebruikt in klaslokalen; gezangen en gebeden werden, van de Solomoneilanden tot Pentecost in Vanuatu, gedaan in de taal van dit eilandje. Sommige woorden zijn nog steeds bekend in Melanesië, zoals tasiu (broeder, in de betekenis van broederschap).
De bekende missionaris Patteson woonde op Mota, in het dorp Veverao. De eerste Melanesische priester, George Sarawia, kwam van Mota.

## Bevolking
De bevolking van bijna 700 mensen woont in dorpjes aan de kust.
De bewoners spreken Mota, een Austronesische taal, die alleen op dit eiland voorkomt. Ze houden zich vrijwel allemaal bezig met visvangst en tuinbouw.
De meeste bewoners zijn Christenen (Anglicaans). Belangrijke feestdagen zijn de heiligendagen van iedere plaatselijke kerk. Daarnaast zijn de Melanesische tradities (kastom), belangrijk voor de eilanders.
Het eiland wordt bestuurd door een raad van hoofden, elk dorpje kiest er een. Er is een basisschool en een apotheek met een verpleegster. Op het eiland Santo woont ook een klein aantal Mota, evenals in de hoofdstad van Vanuatu Port Vila.